# Gottfried Christoph Härtel

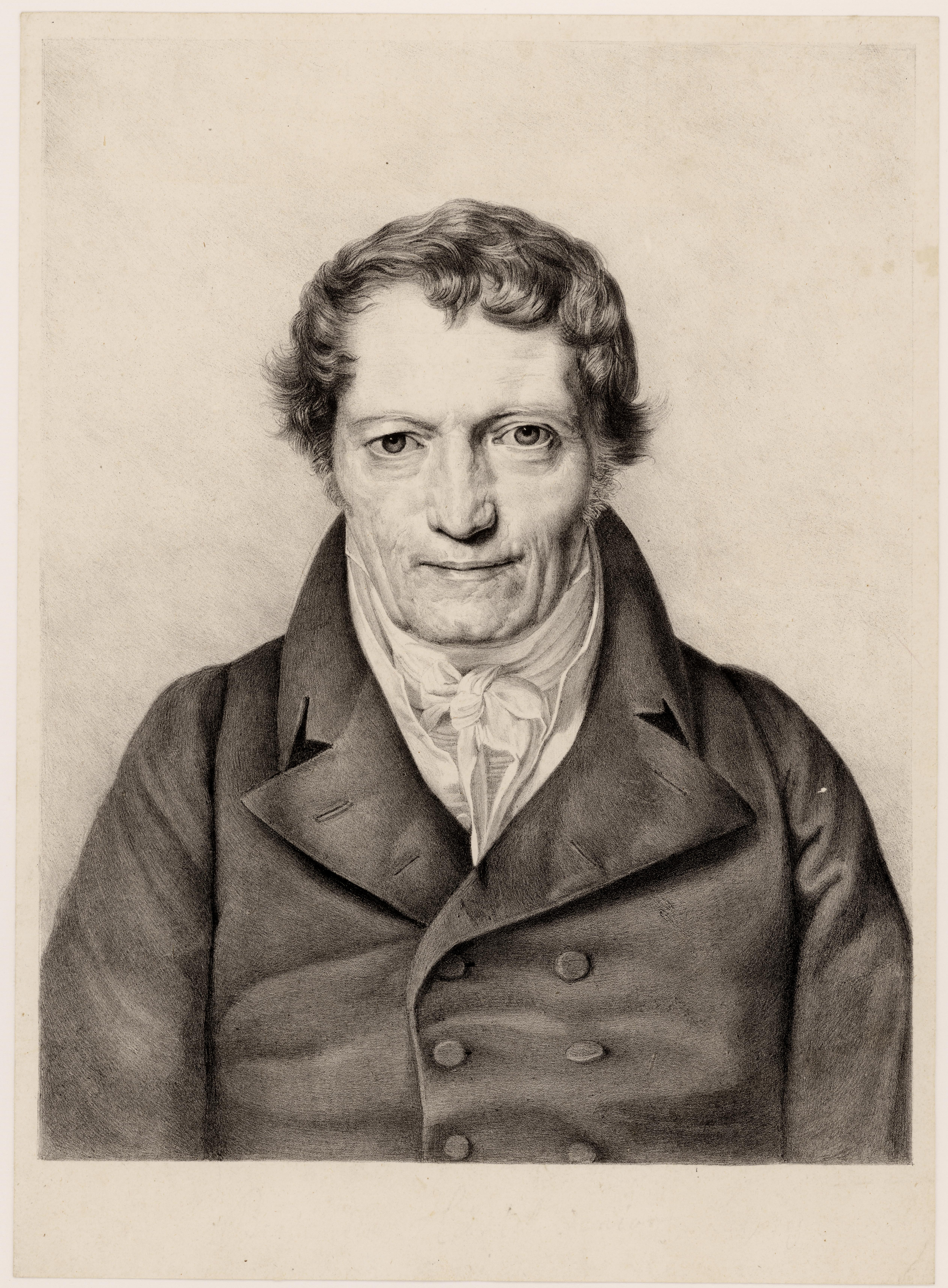
Gottfried Christoph Härtel, Reproduktion nach einem Porträt von Ferdinand Georg Waldmüller (1823)

Gottfried Christoph Härtel (* 27. Januar 1763 in Schneeberg; † 25. Juli 1827 in Cotta) war ein deutscher Musikverleger.

## Leben
Der aus dem Erzgebirge stammende Härtel war der jüngste Sohn des Schneeberger Bürgermeisters Dr. jur. Franz Christoph Härtel (* 25. Januar 1714 in Schneeberg; † 6. November 1767 ebd.) und dessen Frau Johanna Concordia Hausdörfer (* 13. Januar 1727 in Chemnitz; † 5. Oktober 1806 in Schneeberg). Er besuchte die Lateinschule in Annaberg und bezog als Mentor des jungen Grafen von Schönburg am 3. April 1780 die Universität Leipzig. Hier hatte er die Rechte studiert, wozu er Vorlesungen zur Staatswissenschaft, Philologie und Ästhetik besuchte. Nach einer Zeit als Hauslehrer in Dresden, wurde er 1789 Lehrer und Privatsekretär der Gräfin Auguste von Schönburg-Glauchau. Während dieser Zeit betätigte er sich literarisch, wozu er wieder nach Leipzig zurückkehrte und in der Baumgärtnerischen Buchhandlung tätig war. 1795 wurde er als Kompagnon in den von Bernhard Christoph Breitkopf (1695–1777) in Leipzig gegründeten Musikverlag aufgenommen. Aufgrund finanzieller Schwierigkeiten von Breitkopf wurde er bereits im folgenden Jahr Alleininhaber des noch heute bestehenden Verlags Breitkopf & Härtel. Ferner gründete Härtel 1798 als erste ihrer Art die Allgemeine musikalische Zeitung. Zudem gab er ab 1812 die Leipziger Literaturzeitung heraus. 1806 gründete er eine Pianofabrik.
Härtel war einer der wichtigsten Verleger von Ludwig van Beethoven (1770–1827); beide verband auch eine umfangreiche Korrespondenz.
Härtel verheiratete sich am 23. Dezember 1800 in der Leipziger Thomaskirche mit Amalie Eleonore Klötzer (* 4. Januar 1781 in Leipzig; † 31. März 1811 in Cotta), die Tochter des Leipziger Stadtgerichtskopisten Johann Heinrich Klötzer (get. 29. August 1727 in Leipzig; † 27. Oktober 1794 ebd.) und dessen Frau Eleonore Christiane Walburg (get. 30. Oktober 1749 in Leipzig; † 26. Mai 1828 ebd.). Aus der Ehe stammen zwei Söhne und vier Töchter, wovon eine Tochter jung verstarb. Von den Kindern kennt man:
- Hermann Härtel (* 27. April 1803 in Leipzig; † 4. August 1875 ebd.) verh. 1836 mit der Hamburger Kaufmannstochter Louise Baumeister (* 1811 in Hamburg; † 5. Januar 1871 in Leipzig)
- Elwine Härtel (* 30. August 1805 in Leipzig; † 8. Dezember 1885 in Jena) verh. I 1826 bis Herbst 1831 mit Christoph Wilhelm Härtel (* Annaberg); verh. II 22. Februar 1833 in Jena mit dem preußischen Oberleutnant a. D. Freiherr Friedrich von Leyser (Töchter Clara Veronika von Leyser (* 1835; † 1. Februar 1869); Rosa Isidora von Leyser (* 1836) verh. mit dem Oberleutnant der Artillerie Bruno von Carlowitz); verh. III 30. August 1840 Eduard von Burchardi (1807; † November 1865); beide im Besitz[1][2] von Schloss Cotta b. Pirna
- Raymund Härtel (* 9. Juni 1810 in Leipzig; † 10. November 1888 ebd.) verh. I Marianne Louise Göring (* 1814 in Leipzig; † 13. Mai 1871 ebd.) verh. II Juli 1872 mit der Pianistin und Klavierlehrerin Wilhelmine Friederike Louise Haufe (auch Hauffe, Haufen; * 2. Januar 1836 in Düben; † 20. März 1882 in Leipzig)
- Adele Härtel (* 25. März 1808 in Leipzig; † 22. August 1884 in Halle (Saale)) verh. 20. September 1828 mit dem Professor der Physiologie und Anatomie in Halle Alfred Wilhelm Volkmann (1801–1877)

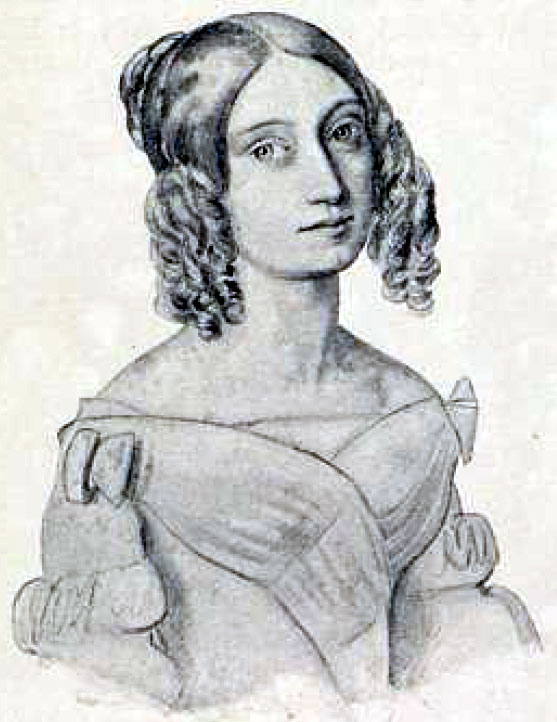
Pauline von Hase (geb. Härtel), in ihrer Verlobungszeit

- Pauline von Hase (geb. Härtel), in ihrer Verlobungszeit Pauline Härtel  (* 12. April 1809 in Leipzig; † 20. März 1885 in Jena) verh. sich am 12. September 1831 in Leipzig mit Karl August von Hase

Eine Urenkelin von Gottfried Christoph Härtel war Lieselotte Sievers (1928–2025), langjährige Verlagsleiterin und geschäftsführende Gesellschafterin des Musikverlags Breitkopf & Härtel.